# Súľov-Hradná
Súľov-Hradná (węg. Szulyóváralja, do 1899 Szulyó-Hradna) – wieś i gmina (obec) w powiecie Bytča, kraju żylińskim, w północnej Słowacji. Pierwotnie dwie osobne wsie, połączone w 1898 r.

## Położenie
Obie wsie leżą w Kotlinie Sulowskiej – głębokiej kotlinie górskiej, otoczonej wzniesieniami Sulowskich Skał. Dawny Súľov leży w północnej części kotliny, natomiast Hradná – w południowej, pod najwyższym szczytem Sulowskich Skał – Žibridem (868 m n.p.m.), ok. 1 km od Súľova. Przez obie części dzisiejszej wsi przepływa potok Hradnianka, dopływ Wagu.

## Historia
Tereny obu wsi niosą ślady człowieka już od czasów prehistorycznych. W tym rejonie znalezione zostały podobno brązowa biżuteria i broń z młodszej epoki brązu, jednak źródła nie podają szczegółów. Liczniejsze i pewne są pozostałości kultur łużyckiej i puchowskiej. Pod skałami Wąwozu Sulowskiego odnalezione zostało cmentarzysko ciałopalne kultury łużyckiej. Z okresu halsztackiego (VII-V w. p.n.e.) znanych jest w okolicy kilka cmentarzysk i osiedli ludzkich. Szereg artefaktów w postaci fragmentów ceramiki pochodzi z doby lateńskiej (IV-I w. p.n.e.) i rzymskiej (I-IV w.). Nazwy typu Hrádek czy Hradná oraz pojedyncze znaleziska, w tym cmentarzysko popielnicowe, wskazują na obecność ludzi we wczesnym średniowieczu.
Súľov był wspominany już w roku 1193 w liście króla Beli III, którym za zasługi w wojnach dalmatyńskich nadawał on wieś Predmier wraz z Súľovem Vratysławowi z Dubnicy i Ostratíc. Dokument ten nie wymienia Zamku Sulowskiego, z czego wynika, że powstał on dopiero później.
19 marca 1337 r. król węgierski Karol Robert nadał Eliaszowi, królewskiemu kasztelanowi z Budatína, majątek Súľov (Hradná w tym dokumencie nie była jeszcze wymieniona). Rzeczony Eliasz stał się założycielem rodu Súľovskich, który władał tymi ziemiami ponad dwa stulecia. Król Zygmunt Luksemburski potwierdził ważność nadania w liście z dnia 30 maja 1417 r. skierowanym do wnuka Eliasza, który jest w nim określony już jako Piotr z Hradnej (łac. Petrus de Gradna).
W okresie wojen husyckich w pierwszej połowie XV w. wieś była przez pewien czas w rękach Polaka – niejakiego Mikołaja Świdrygała. Ze spisu danin z 1546 r. wiemy, że wsią (i sąsiednią Hradną) władali wówczas Podmaniccy z zamku Bystrzyca. Súľov liczył wtedy 5 „port” (ok. 20 rodzin poddańskich), 5 wolnych chłopów, 2 chałupników bez ziemi, był tu jeden młyn i zagroda sołtysa.
Nazwa wsi z biegiem czasu zmieniała się i występowała w wielu wersjach: Zovlov, Zulyo, Zwlo, Zulw, Swlow, Zywluchk, Zelew, Slow, Szullo, Sullow i in.
Po wymarciu rodu Súľovskich w 1550 r. właścicielem majątku Súľov-Hradna, Sulowskiego Zamku oraz wsi Lúky i Marček (dziś części odpowiednio Divína i Svederníka) został z nadania Ferdynanda I Habsburga Sebastian Sirmiensis, wówczas królewski radca i sekretarz królewskiej komory sądowej w Bratysławie. Syn Sebastiana, Teodoz, który dzierżył Roháčsky hrad (tj. Zamek Súľov), został z czasem podżupanem żupy trenczyńskiej, a po roku 1616 również asesorem sądu królewskiego. Wraz ze swoimi szwagrami wzniósł on w 1616 r. we wsi ewangelicki kościół (obecny kościół katolicki). Pierwszy duchowny katolicki trafił do Súľova dopiero w 1766 r.
Mieszkańcy wsi zajmowali się rolnictwem, hodowlą i wyrobem z drewna przedmiotów gospodarstwa domowego. Uprawiali żyto, jęczmień i owies.
Hradná jest znacznie młodszą wsią, była wspominana po raz pierwszy w 1408 r. w dokumencie, który najprawdopodobniej potwierdzał jej przynależność do rodu Súľovskich. W 1546 r. była własnością Podmanickich, liczyła wówczas 4 „porty” (16 rodzin chłopskich), pięciu wolnych chłopów i jednego biednego chałupnika. Później należała do ziemiańskich rodów Záskalskich, Medňanskich i Milochovskich. Jej mieszkańcy zajmowali się głównie rolnictwem i hodowlą. Uprawiali m.in. konopie i chmiel. Tzw. spis józefiński z roku 1784 podawał, że było wówczas we wsi 35 domów i żyły w nich 33 rodziny (łącznie 196 osób).
W tej części wsi zachowały się jeszcze fragmenty dawnej drewnianej, szeregowej zabudowy, a także niektóre elementy dawnego folkloru, w tym tańce i piosenki ludowe.
W czasie słowackiego powstania narodowego w rejonie obu wsi walki z Niemcami toczyła 2. Brygada Partyzancka im. Stalina. Wyzwolenie spod okupacji niemieckiej nastąpiło dopiero 30 kwietnia 1945 r. Po II wojnie mieszkańcy znaleźli zatrudnienie głównie w nowych zakładach przemysłowych Bytczy i Powaskiej Bystrzycy.
Działał tu Ján Čerňanský (1709-1766), pisarz epoki Oświecenia, przedstawiciel słowackiej literatury barokowej.
Na terenie wsi tradycyjnie odbywają się coroczne zawody w kolarstwie terenowym „AUTHOR ŠKODA bikemaratón Súľovské skaly” (w 2017 r. po raz 19).

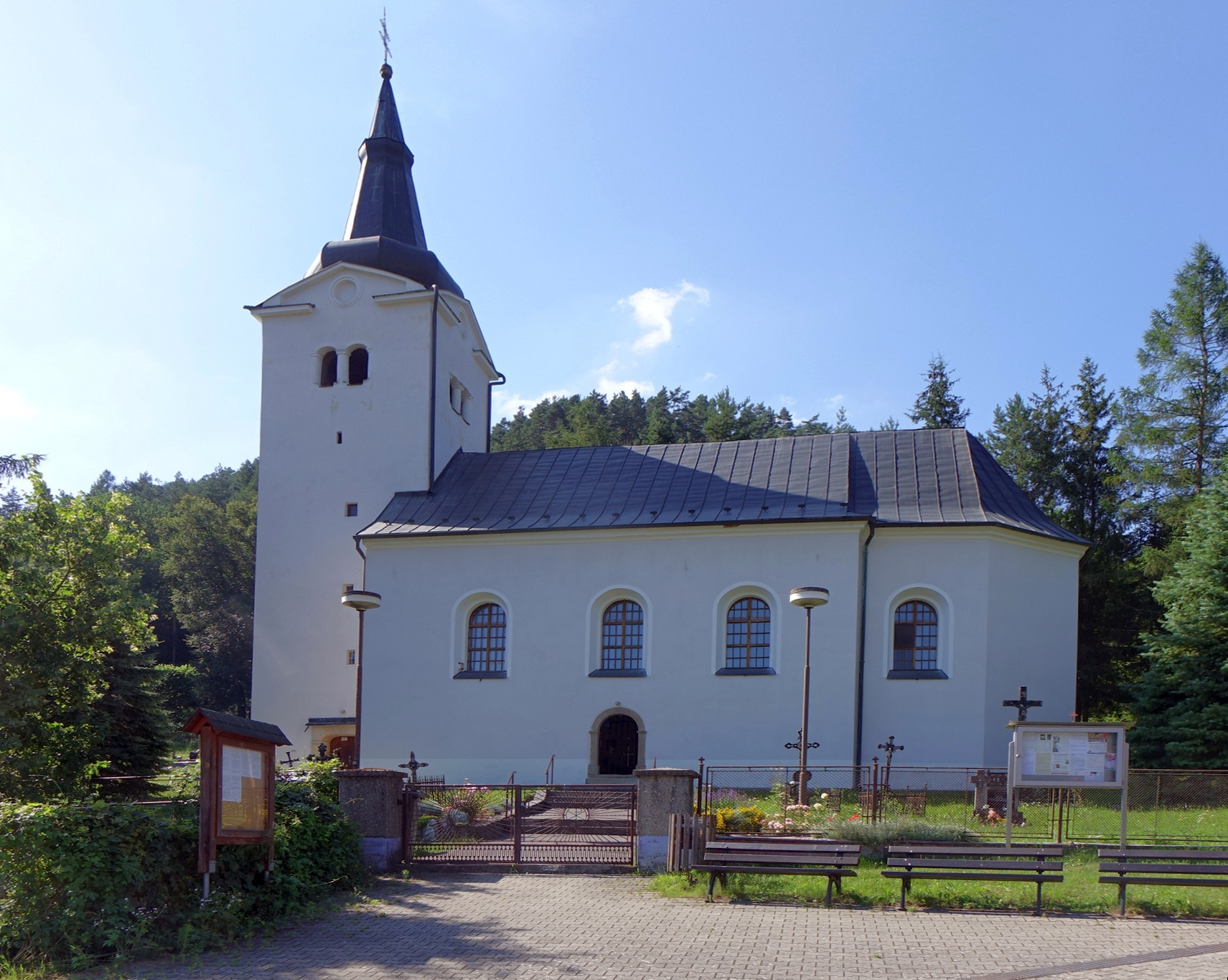
Kościół św. Michała Archanioła
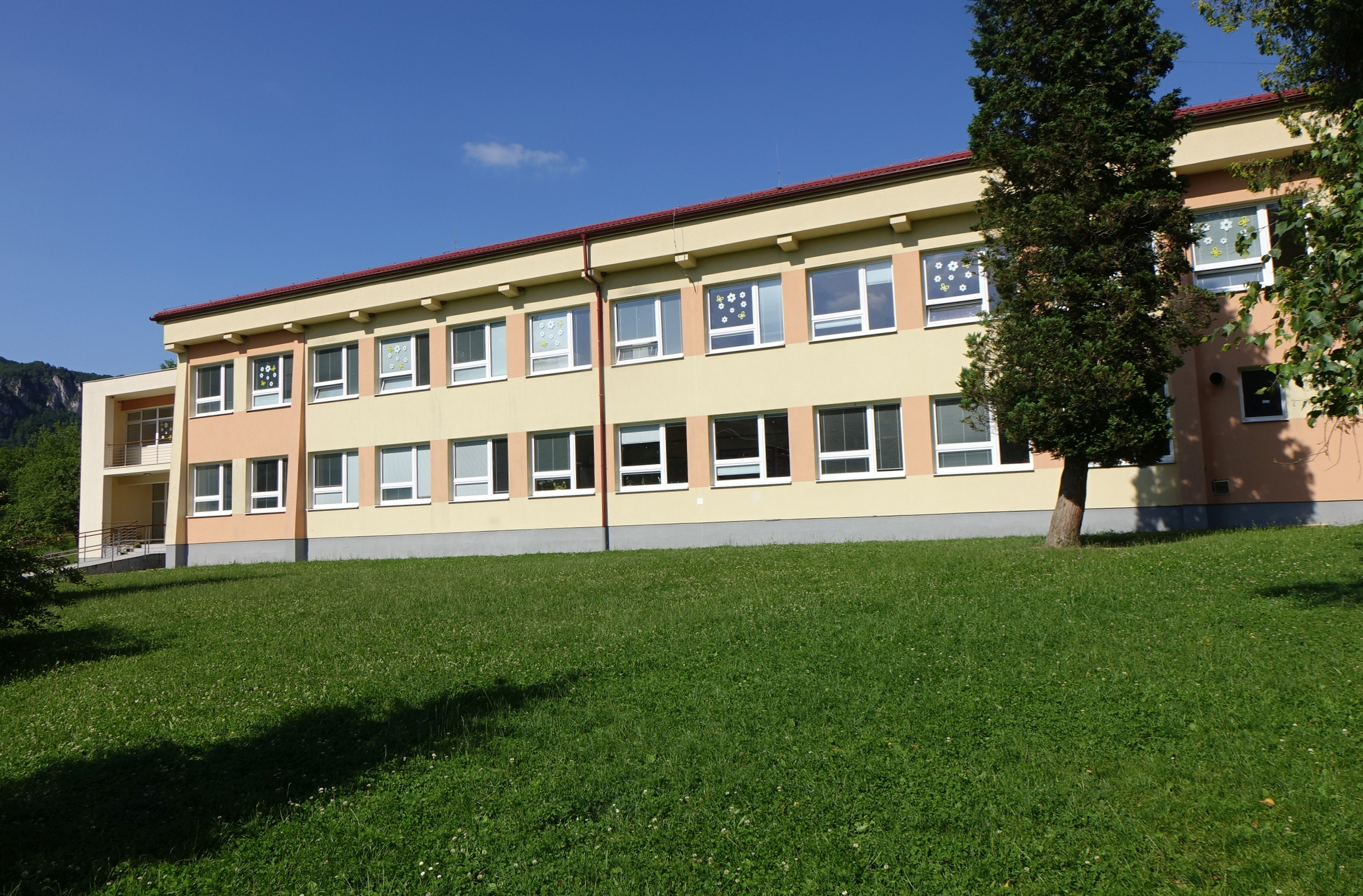
Szkoła
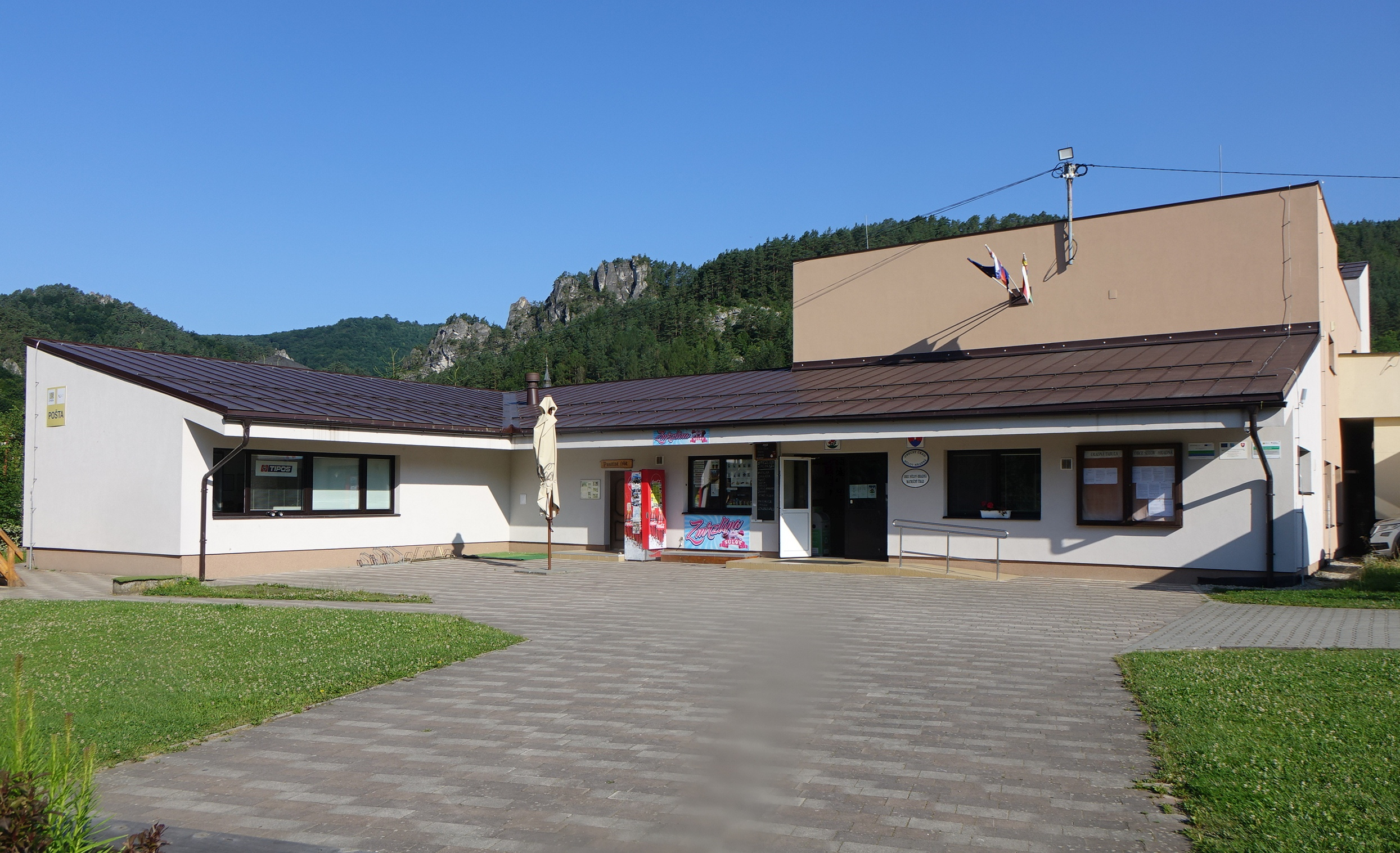
Urząd gminy
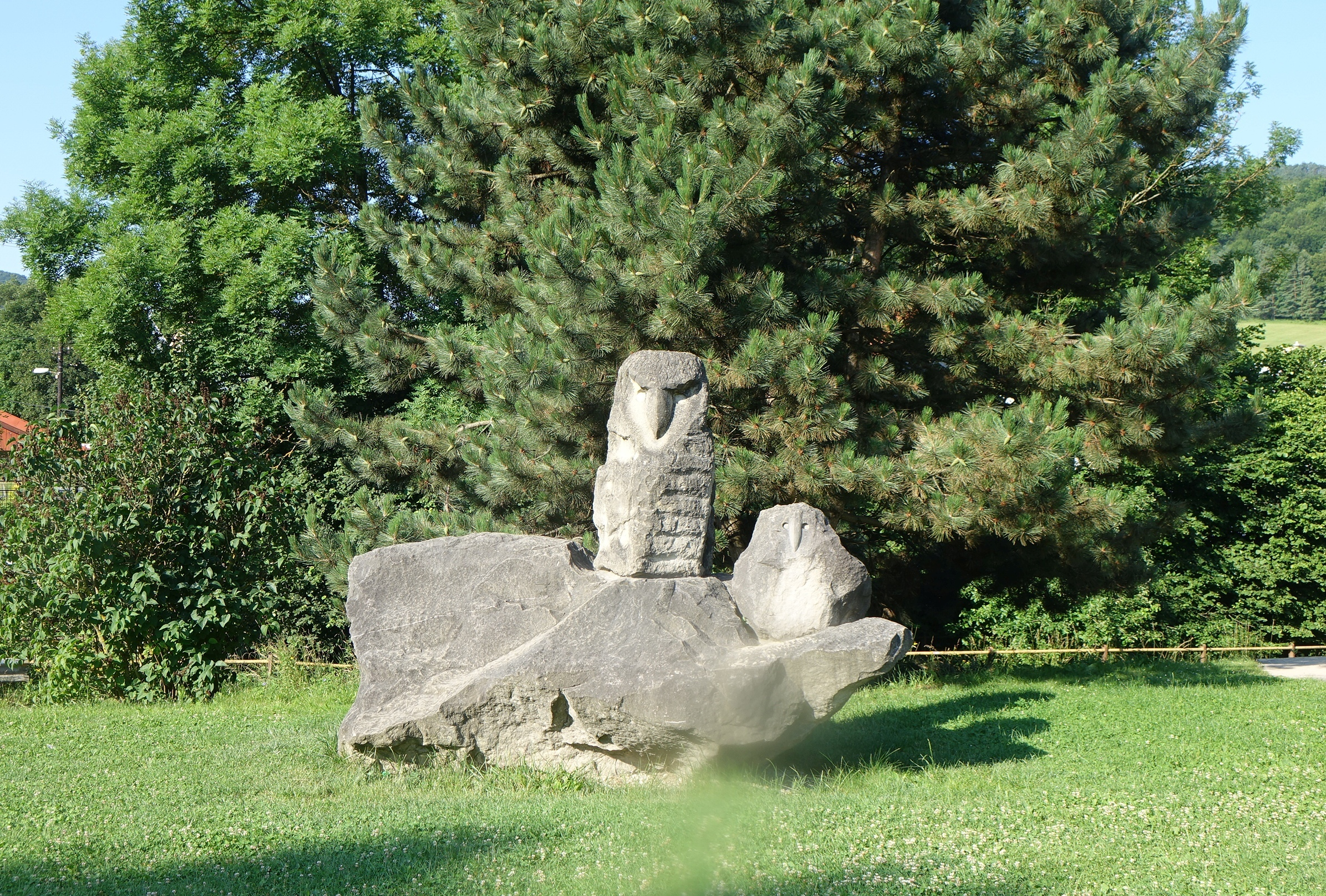
Pomnik
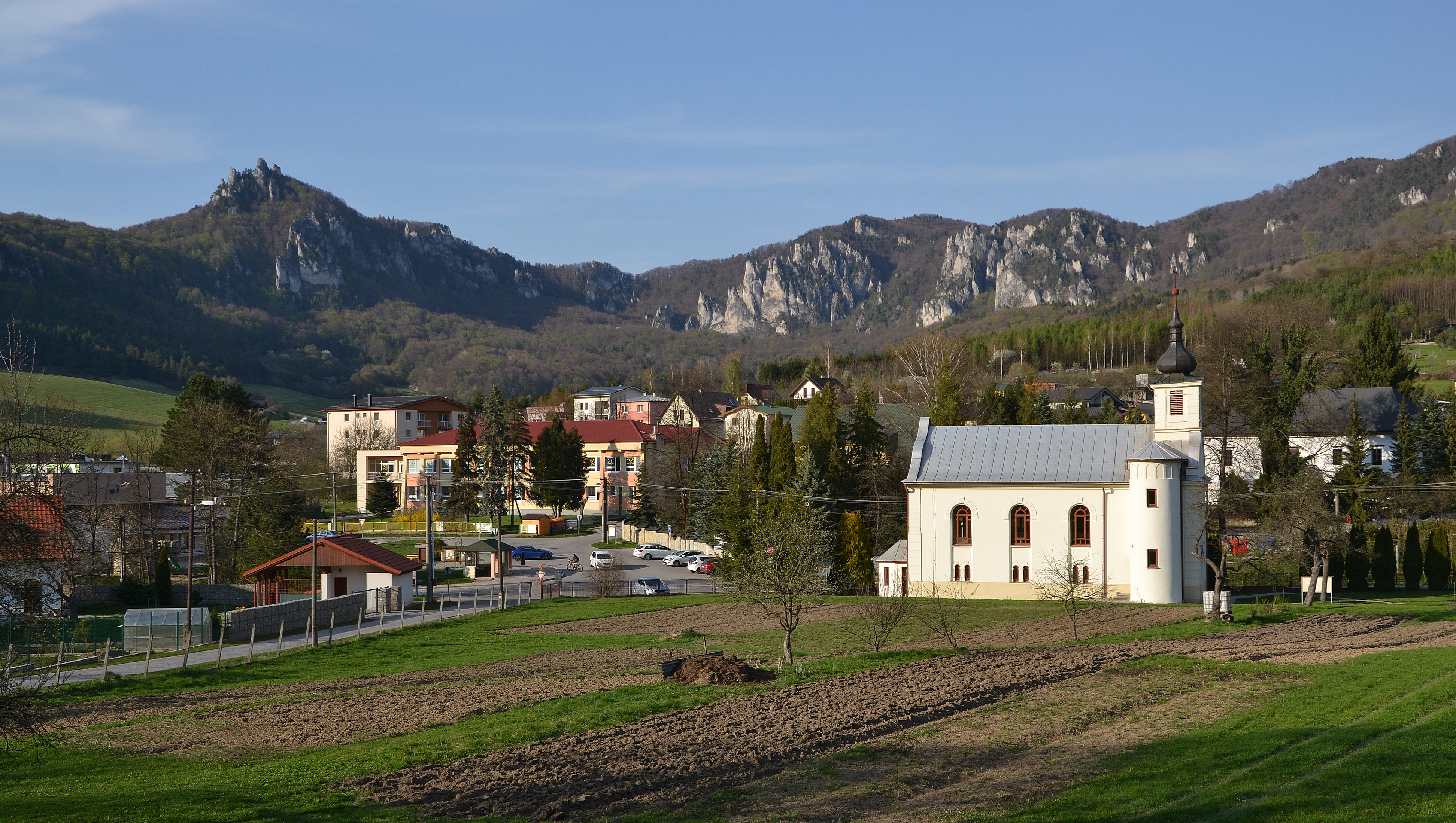
Fragment wsi
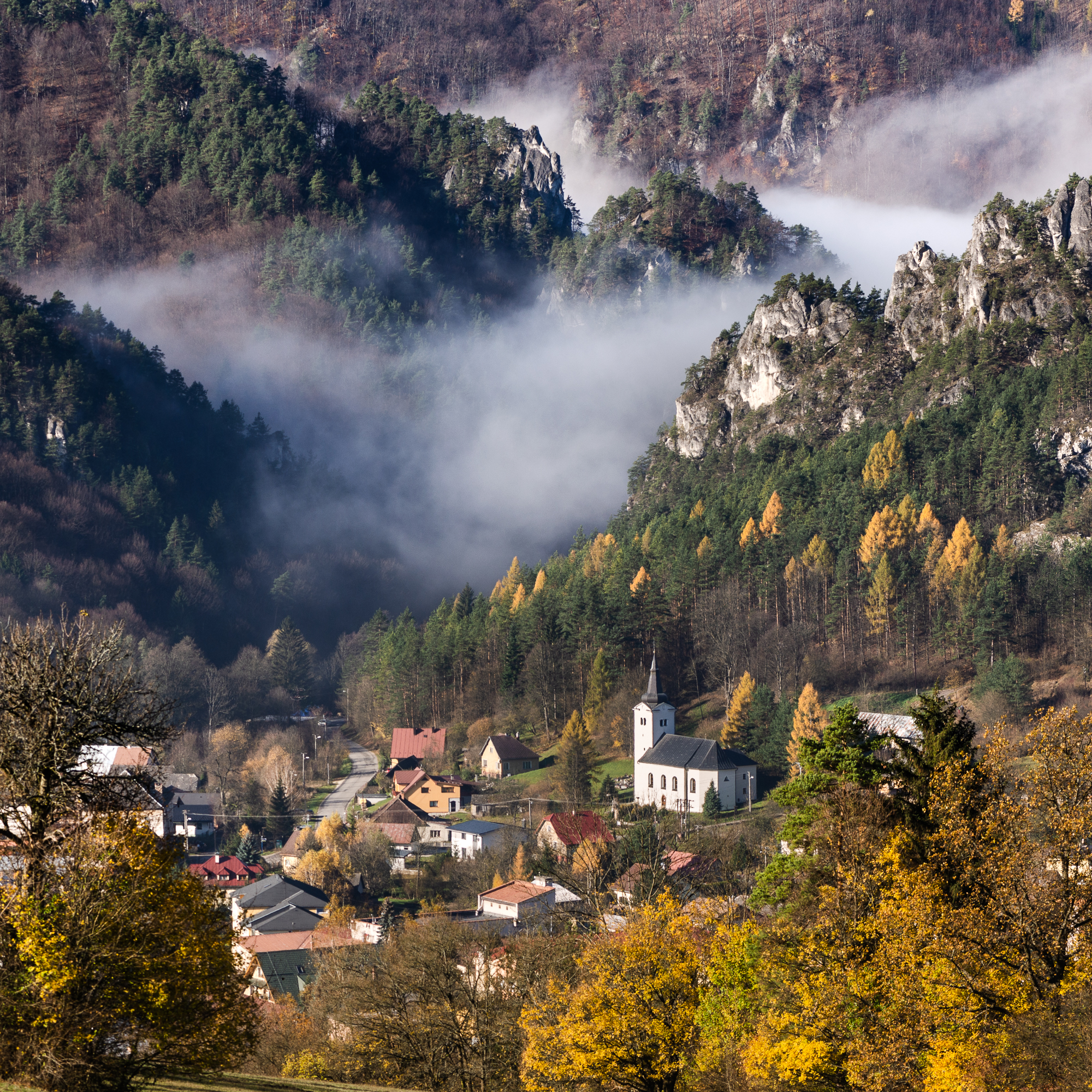
Fragment wsi